# سوزان إم. بوير
سوزان إم. بوير (بالإنجليزية: Susan M. Boyer)‏ (12 فبراير 1961، فيث في الولايات المتحدة)؛ كاتِبة وروائية أمريكية. درست في جامعة ولاية كارولاينا الشمالية.